# Рахальский, Юлий Егидович
Юлий Егидович Рахальский (7 августа 1913, Оренбург — 27 сентября 1990, там же) — советский врач-психиатр, доктор медицинских наук (1964), профессор.

## Биография
Родился в семье врача-терапевта медсанчасти Оренбургской железной дороги Егида Сановича (Суновича, Александровича) Рахальского, выпускника Императорского Казанского университета (1890). Дед — староста Оренбургской синагоги Александр Моисеевич (Мовшевич) Рахальский (1861—?). 
В 1936 году окончил Первый Московский медицинский институт, затем аспирантуру по психиатрии под руководством Б. Д. Фридмана. В 1941—1947 годах служил врачом специализированного военного госпиталя, а после демобилизации работал научным сотрудником в психиатрической клинике имени С. С. Корсакова АМН СССР (под руководством академика АМН СССР, профессора М. О. Гуревича), где занимался изучением органических психотических расстройств.
В 1950—1959 годах работал заведующим отделением в Молдавской республиканской психиатрической больнице в Костюженах и ассистентом кафедры психиатрии Кишинёвского медицинского института. В этот период опубликовал три монографии и ряд научных трудов по различным аспектам алкоголизма и алкогольных психозов. С 1959 по 1983 год — заведующий кафедрой психиатрии Оренбургского медицинского института. Научные работы этого периода связаны с психическими нарушениями при атеросклеротических поражениях сосудов головного мозга, геронтопсихиатрией, органическими психозами (в том числе инфекционной этиологии).
Основатель Оренбургской школы психиатров.

## Семья
- Жена — Надежда Александровна Гринчар (1910—1991), психиатр[7].
  - Дочь — Ольга Юльевна Рахальская (род. 1943), была замужем за композитором Моисеем Самуиловичем Вайнбергом[8].

## Публикации
- Ю. Е. Рахальский. Пагубное влияние алкоголя на организм человека. Кишинёв: Центральное лекционное бюро, 1954. — 19 с.
- А. Н. Молохов, Ю. Е. Рахальский. Алкоголизм и борьба с ним. Кишинёв: Госиздат Молдавии, 1955. — 104 с.
- Ю. Е. Рахальский. Диагностика органических психозов в пожилом возрасте. Кишинёв: Госиздат Молдавии, 1957. — 128 с.
- А. Н. Молохов, Ю. Е. Рахальский. Хронический алкоголизм. М.: Медгиз, 1959. — 149 с.
- Ю. Е. Рахальский. Психогигиена людей пожилого возраста. Кишинёв: Картя молдовеняскэ, 1959. — 30 с.
- A. N. Mołochow, J. E. Rachalski. Alkoholizm przewlekły. Warszawa: Państw. zakład wyd-w lekarskich, 1963. — 106 с.
- Ю. Е. Рахальский. Лекции по психиатрии. Оренбург: Южный Урал, 1967. — 188 с.
- Ю. Е. Рахальский. Методические указания к занятиям по психиатрии для студентов лечебного факультета. Оренбург: Оренбургский государственный медицинский институт, 1972. — 127 с.
- Ю. Е. Рахальский. Методические указания к преподаванию медицинской психологии на лечебном факультете медицинского института. Оренбург: Оренбургский государственный медицинский институт, 1975. — 117 с.
- Ю. Е. Рахальский. О требованиях к лекциям в вузе: методические рекомендации. Оренбург: Оренбургский государственный медицинский институт, 1982. — 12 с.

## Под редакцией Ю. Е. Рахальского
- Психопатология пожилого возраста: Шизофрения. Сборник трудов кафедры психиатрии Оренбургского государственного медицинского института и оренбургских психиатрических больниц № 1 и № 2. Оренбург, 1970.
- Лечение психозов позднего возраста: Сборник трудов кафедры психиатрии Оренбургского государственного медицинского института и оренбургских психиатрических больниц № 1 и № 2. Оренбург, 1972.
- Патогенез алкоголизма: Иммунологический и социально-психологический аспекты. Сборник трудов кафедры психиатрии Оренбургского государственного медицинского института и оренбургских психиатрических больниц № 1 и № 2. Оренбург, 1977.